# Gomunice (plaats)
Gomunice is een dorp in het Poolse woiwodschap Łódź, in het district Radomszczański. De plaats maakt deel uit van de gemeente Gomunice.